# Gatunek towarzyszący
Gatunek towarzyszący – gatunek (lub niższy rangą takson), który występuje w danym syntaksonie, nie należy jednak ani do grupy gatunków charakterystycznych, ani wyróżniających. Oznaczany jest skrótem Comp. (od ang. companions).
Do gatunków towarzyszących należą gatunki o dużej tolerancji ekologicznej, występujące zwykle w dwu lub więcej klasach, lub przechodzące z innych klas. Mają pomocnicze znaczenie przy diagnozie danego syntaksonu. Gatunki towarzyszące o IV lub V stopniu stałości wraz z gatunkami charakterystycznymi i wyróżniającymi tworzą charakterystyczną kombinację gatunków danego syntaksonu.
Gatunki towarzyszące o bardzo niskim stopniu stałości to tzw. gatunki przypadkowe.